# Franciszków (Lublin)
Pour les articles homonymes, voir Franciszków.
Franciszków (prononciation : [franˈt͡ɕiʂkuf]) est un village polonais de la gmina de Strzyżewice dans le powiat de Lublin de la voïvodie de Lublin dans l'est de la Pologne.
Il se situe à environ 24 kilomètres au sud-ouest de Lublin (siège du powiat et capitale de la voïvodie).
Le village comptait approximativement une population de 204 habitants en 2011.

## Histoire
De 1975 à 1998, le village est attaché administrativement à l'ancienne Voïvodie de Lublin.

Depuis 1999, il fait partie de la nouvelle voïvodie de Lublin.